# Mesostoma ehrenbergii
Mesostoma ehrenbergii är en plattmaskart. Mesostoma ehrenbergii ingår i släktet Mesostoma och familjen Typhloplanidae. Inga underarter finns listade i Catalogue of Life.